# Contea di Jainca
La contea di Jainca (尖扎县S, Jiānzhā XiànP) è una contea della Cina, situata nella provincia di Qinghai e amministrata dalla prefettura autonoma tibetana di Huangnan.